# Canzonissima 1969
Canzonissima 1969 è stata una trasmissione musicale, andata in onda dal 27 settembre 1969 al 6 gennaio 1970 e condotta da Johnny Dorelli, dalle Gemelle Kessler e da Raimondo Vianello.
Insieme a quella del 1962, fu l'edizione più controversa; venne bersagliata dalla stampa per il più elevato costo per puntata di tutta la serie. Raimondo Vianello, inizialmente partito come semplice ospite, diviene presenza fissa in tutte le trasmissioni.

## Il programma
Per il secondo anno consecutivo la trasmissione abbinata alla Lotteria Italia riprende il nome delle origini, Canzonissima. Visto il successo di pubblico dell'anno precedente, viene richiesto nuovamente a Mina di condurre lo show, ma la cantante questa volta rifiuta l'offerta. I conduttori di questa edizione saranno Johnny Dorelli, Raimondo Vianello e le Gemelle Kessler
Insieme ai conduttori parteciparono nelle ultime puntate: Sandra Mondaini e Paolo Villaggio, che intrattenevano il pubblico con degli sketch comici (Sandra Mondaini con il marito).
Dopo il successo dell'anno precedente, la Rai riconferma come autori Italo Terzoli ed Enrico Vaime, affiancandoli al veterano Dino Verde (subentrato a Marcello Marchesi, che decide di abbandonare il programma); la regia è ancora una volta di Antonello Falqui (produttore esecutivo Guido Sacerdote), l'orchestra è diretta sempre dal Maestro Bruno Canfora, i costumi sono curati da Corrado Colabucci, le scene da Cesarini da Senigallia, cambia invece il coreografo (non più Gino Landi, ma Jack Bunch).
Per quel che riguarda la scelta dei cantanti, è da ricordare che viene inserito anche Lucio Battisti, come partecipante alla puntata dell'8 novembre: ma l'artista convince la Dischi Ricordi a rinunciare alla sua partecipazione.
Tra gli altri cantanti, viene rifiutata l'iscrizione di Jula de Palma perché, in quel periodo, si trova senza contratto discografico, e di Romina Power, mentre invece rinuncia Ornella Vanoni, iscritta dall'Ariston Records.
La sigla iniziale, Quelli belli come noi (testo di Verde, Terzoli e Vaime, musica di Canfora), viene cantata dalle Gemelle Kessler ed ottiene un discreto successo con alcune reincisioni dello stesso periodo (da parte tra gli altri di Carmen Villani, Rita Pavone e Johnny Dorelli), anche se inferiore a Zum zum zum; quella finale, Domani che farai, è invece presentata da Dorelli.
Complessivamente, rispetto all'edizione precedente, quella del 1969 riscuote meno gradimento da parte del pubblico, ottenendo anche un minor risultato in termini di biglietti venduti (2 milioni in meno rispetto al 1968); avrà il merito però, dal punto di vista musicale, di contribuire al lancio di Massimo Ranieri.
La puntata prevista per il 13 dicembre 1969 fu annullata per lutto nazionale a seguito della strage di Piazza Fontana.

## Prima fase - Le eliminatorie
Sono evidenziati in grassetto i finalisti

### Prima puntata (27 settembre 1969)
- Rosanna Fratello: La vita è rosa - Ariston
- Fausto Leali: A chi - Ri-Fi
- Shirley Bassey: Chi si vuol bene come noi - United Artists
- Don Backy: Frasi d'amore - Amico
- Ombretta Colli: La mia mama - Rare
- Little Tony: Bada bambina - Durium

### Seconda puntata (4 ottobre 1969)
- Miranda Martino: Il mio mondo - Victory
- Mal: Pensiero d'amore - RCA Italiana
- Dori Ghezzi: Casatschok - Durium
- Jimmy Fontana: Melodia - ARC
- Orietta Berti: Quando l'amore diventa poesia - Polydor
- Massimo Ranieri: Rose rosse - CGD

### Terza puntata (11 ottobre 1969)
- Tony Astarita: Arrivederci mare - Ariston
- Patty Pravo: Nel giardino dell'amore - RCA Italiana
- Bobby Solo: Siesta - Ricordi
- Robertino: Arcobaleno - Carosello
- Dalida: Oh lady Mary - Barclay
- Maurizio: L'amore è blu...ma ci sei tu - Polydor

### Quarta puntata (18 ottobre 1969)
- Domenico Modugno: Ricordando con tenerezza - RCA Italiana
- Lara Saint Paul: Summertime - CDI
- Mario Tessuto: Lisa dagli occhi blu - CGD
- Iva Zanicchi: Vivrò - Ri-Fi
- Peppino Di Capri: Tu - Carisch
- Sylvie Vartan: Festa negli occhi, festa nel cuore - RCA Victor

### Quinta puntata (25 ottobre 1969)
- Mino Reitano: Gente di Fiumara - Ariston
- Marisa Sannia: Una lacrima - CGD
- Gianni Morandi: Belinda - RCA Italiana
- Herbert Pagani: Cento scalini - Mama
- Sergio Endrigo: Lontano dagli occhi - Cetra
- Rocky Roberts: Ma non ti lascio - Durium

### Sesta puntata (1º novembre 1969)
- Milva: Aveva un cuore grande - Ricordi
- Giorgio Gaber: Com'è bella la città - Vedette
- Betty Curtis: Gelosia - CGD
- Claudio Villa: Il tuo mondo - Cetra
- Nada: Che male fa la gelosia - RCA Talent
- Fred Bongusto: Una striscia di mare - Clan

### Settima puntata (8 novembre 1969)
- Dino: Bye Bye City - ARC
- Carmen Villani: Piccola piccola - Cetra
- Nino Ferrer: Agata - Riviera
- Michele: Valzer delle candele - Ri-Fi
- Rita Pavone: Per tutta la vita - Ricordi
- Al Bano: Io di notte - EMI

### Ottava Puntata (15 novembre 1969) (Ripescaggio dei quarti classificati e del miglior quinto)
- Jimmy Fontana: Melodia - ARC
- Michele: Valzer delle candele - Ri-Fi
- Don Backy: Frasi d'amore - Amico
- Iva Zanicchi: Vivrò - Ri-Fi
- Betty Curtis: Gelosia - CGD
- Mino Reitano: Gente di Fiumara - Ariston
- Carmen Villani: La verità - Cetra
- Patty Pravo: Nel giardino dell'amore - RCA Italiana

## Seconda fase - Le eliminatorie
Sono evidenziati in grassetto i finalisti

### Nona puntata (22 novembre 1969)
- Little Tony: Non è una festa - Durium
- Orietta Berti: L'altalena - Polydor
- Rosanna Fratello: Non sono Maddalena - Ariston
- Sergio Endrigo: 1947 - Cetra
- Massimo Ranieri: 'O sole mio - CGD
- Robertino: Contenta tu,contento anch'io - Carosello
- Milva: Se piangere dovrò - Ricordi
- Mal: Occhi neri - RCA Italiana

### Decima Puntata (29 novembre 1969)
- Sylvie Vartan: Abracadabra - RCA Italiana
- Nino Ferrer: Donna Rosa - Riviera
- Al Bano: Pensando a te - EMI
- Patty Pravo: Ballerina Ballerina - RCA Italiana
- Marisa Sannia: La playa - CGD
- Gianni Morandi: Non voglio innamorarmi più - RCA Italiana
- Carmen Villani: Se - Cetra
- Rita Pavone: Dimmi ciao, bambino - Ricordi

### Undicesima puntata (6 dicembre 1969)
- Tony Astarita: La paloma - Ariston
- Dalida: Nel 2023 - Barclay
- Jimmy Fontana: Mille amori - ARC
- Domenico Modugno: Vecchio frak - RCA Italiana
- Mario Tessuto: Nasino in su - CGD
- Shirley Bassey: Concerto d'autunno - United Artists
- Claudio Villa: Ti voglio tanto bene - Cetra
- Nada: L'anello - RCA Talent

## Terza fase - Semifinali
Sono evidenziati in grassetto i finalisti

### Dodicesima puntata (20 dicembre 1969)
- Gianni Morandi: Ma chi se ne importa - RCA Italiana
- Orietta Berti: Una bambola blu - Polydor
- Little Tony: E diceva che amava me - Durium
- Milva: Io lo farei - Ricordi
- Massimo Ranieri: Se bruciasse la città - CGD
- Rosanna Fratello: Piango d'amore - Ariston
- Claudio Villa: Il sole del mattino - Cetra
- Domenico Modugno: Come hai fatto - RCA Italiana
- Nada: Innamorata di te - RCA Talent
- Tony Astarita: Da quando Maria mi ha lasciato - Ariston
- Al Bano: Mezzanotte d'amore - EMI
- Marisa Sannia: La finestra illuminata - CGD

### Tredicesima puntata (27 dicembre 1969) - I finalisti presentano i loro inediti
- Orietta Berti: Una bambola blu - Polydor
- Gianni Morandi: Ma chi se ne importa - RCA Italiana
- Massimo Ranieri: Se bruciasse la città - CGD
- Al Bano: Mezzanotte d'amore - EMI
- Domenico Modugno: Come hai fatto - RCA Italiana
- Claudio Villa: Il sole del mattino - Cetra

## Terza fase - Finalissima

### Quattordicesima puntata (6 gennaio 1970) - I finalisti ripetono i loro inediti
- Orietta Berti: Una bambola blu - Polydor
- Gianni Morandi: Ma chi se ne importa - RCA Italiana
- Massimo Ranieri: Se bruciasse la città - CGD
- Al Bano: Mezzanotte d'amore - EMI
- Domenico Modugno: Come hai fatto - RCA Italiana
- Claudio Villa: Il sole del mattino - Cetra

## Classifica finale
| Posto | Titolo                | Interprete       | Voti giurie | Voti cartoline | Percentuale | Media totale |
| 1     | Ma chi se ne importa  | Gianni Morandi   | 117         | 1.804.009      | 168,54      | 285,54       |
| 2     | Il sole del mattino   | Claudio Villa    | 83          | 768.496        | 109,39      | 192,39       |
| 3     | Se bruciasse la città | Massimo Ranieri  | 116         | 502.366        | 71,51       | 187,51       |
| 4     | Come hai fatto        | Domenico Modugno | 102         | 418.990        | 59,64       | 161,64       |
| 5     | Una bambola blu       | Orietta Berti    | 49          | 399.724        | 56,90       | 105,90       |
| 6     | Mezzanotte d'amore    | Al Bano          | 33          | 238.992        | 34,02       | 67,02        |